# Licenciát
Licenciát je jedním z vyšších akademických titulů, používaný od středověku v mnoha evropských zemích dodnes. V České republice se nyní uděluje licenciát teologie se zkratkou ThLic.
Titul se zkratkou lic. před jménem udělují zejména soukromé zahraniční vysoké školy jako např. Vysoká škola Humanitas v Sosnowci, Vysoká škola řízení Edukacja Wroclaw, Hornoslezská vysoká škola obchodní, aj. v České republice.
Titul lic. získaný na zahraniční vysoké škole v České republice, se uděluje absolventům prvního stupně vysokoškolského studia a je roven našemu Bc. viz Lisabonská úmluva, MŠMT. 
Ve Španělsku jsou tři úrovně akademického vzdělávání a sice Grado, Máster a Doctorado. Absolvováním prvního cyklu Grado se získává titul „Diplomado“, „Arquitecto Técnico“ nebo „Ingeniero Técnico“. Absolventům druhého cyklu Máster se vydává titul „Licenciado“, „Architecto“ nebo „Ingeniero“. Absolvent třetího doktorského cyklu získává titul „Doctor“. 
Podobně je to i ve Finsku, Švédsku, Belgii, Portugalsku, Kostarice, Dominikánské republice aj. 
Ve Francii získá student tříletého vysokoškolského studia tzv. Titul Licence (francouzsky: titulaire d'une licence [titylεʀ dyn lisɑ̃s]), který je ekvivalentem k bakalářskému titulu.  
Na středověké univerzitě se licenciát získáním gradu stával členem fakulty, na níž gradus získal a umožňoval mu na univerzitě svobodně vyučovat. Byl předstupněm doktorátu a vzhledem k vysokým nákladům na získání doktorátu se většina učitelů univerzity s tímto gradem spokojila, neboť jim umožňoval totéž co doktorát, s výjimkou profesury.
Tento systém přetrval na mnoha teologických fakultách, kde se po získání vzdělání ve filozofii (2–3 roky) a teologii (3 roky) získává licenciát po dalších dvou letech specializovaného studia.